# Dong Xuan

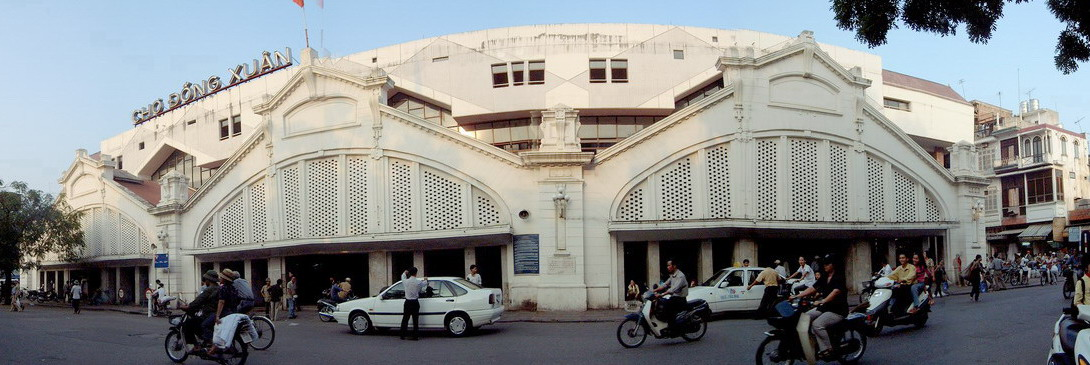
Dong Xuan em 2002.

Dong Xuan é um centro comercial da cidade de Hanói, capital do Vietname. É um dos maiores mercados na cidade e o maior mercado na região de Hanoi Old Quarter.